# 10516 Sakurajima
10516 Sakurajima è un asteroide della fascia principale. Scoperto nel 1989, presenta un'orbita caratterizzata da un semiasse maggiore pari a 2,4195209 UA e da un'eccentricità di 0,2216350, inclinata di 2,66486° rispetto all'eclittica.